# Sotto le stelle di Parigi
Sotto le stelle di Parigi (titolo originale: Sous les étoiles de Paris) è un film del 2021 diretto da Claus Drexel.

## Trama
Christine è una donna senza fissa dimora che vive alla giornata nei bassifondi di Parigi. Un giorno si trova davanti un bambino nero, Suli, a cui trova indosso una foto di lui con una giovane donna, probabilmente sua madre. La foto è accompagnata da un certificato di espulsione dalla Francia. Christine cerca di dirgli che non può aiutarlo in nessun modo, ma Suli, che viene dal Burkina Faso, non capisce una parola di francese. Lei cerca di allontanarlo in tutti i modi, ma lui continua a seguirla, esprimendo la sua richiesta di aiuto per ritrovare sua madre. Così l'eterogenea coppia inizia a girare per la città, chiedendo a tutti se hanno visto la giovane nera nella foto. Dopo molto girovagare, non privo di pericoli, un clochard li informa che, poiché la richiesta di soggiorno è stata redatta in Austria, è in questo paese che rispediranno la donna: quindi consiglia loro di andare al centro di smistamento al bois de Vincennes. Lì Christine riesce a vedere la madre di Suli a bordo di un minivan, e riesce a scoprire grazie all'aiuto di una guardia che la stanno trasportando all'aeroporto di Roissy. I due vi si precipitano, e qui, dopo molta attesa e altre vicissitudini, finalmente la vedono attraverso una porta a vetri, mentre, scortata da due agenti, sta per essere imbarcata a forza su un aereo per l'Austria. Per farsi sentire, urlano e battono contro la porta. I tre non li sentono. Allora Christine si mette a dare testate contro il vetro. Ora il rumore è sufficiente. Uno degli agenti apre la porta. Suli corre tra le braccia della sua mamma. Verranno mandati in Austria, ma insieme. Christine sorride mentre il bambino, abbracciato alla mamma (felicissima), la saluta con la mano.

## Distribuzione
Il film è stato distribuito nelle sale cinematografiche italiane a partire dal 25 novembre 2021.